# Mistrzostwa Polski w Łyżwiarstwie Szybkim na Dystansach 2000
14. Mistrzostwa Polski w Łyżwiarstwie Szybkim na Dystansach 2000 odbyły się w dniach 17-19 grudnia 1999 roku na torze Błonie w Sanoku.
Na dystansie 500 metrów rozgrywane są dwa biegi i suma czasów z obu biegów decyduje o kolejności zawodników.

## Kobiety
| Konkurencja: | 1. miejsce                              | Rezultat | 2. miejsce                              | Rezultat | 3. miejsce                      | Rezultat |
| 500 m        | Katarzyna Wójcicka SKŁ Górnik Sanok     | 87,49    | Agnieszka Szałkiewicz SKŁ Górnik Sanok  | 88,88    | Urszula Kurbat SNPTT Zakkopane  | 89,06    |
| 1000 m       | Katarzyna Wójcicka SKŁ Górnik Sanok     | 1:28,33  | Monika Cłapa Pilica Tomaszów Mazowiecki | 1:29,94  | Aleksandra Przeor Orzeł Elbląg  | 1:32,30  |
| 1500 m       | Katarzyna Wójcicka SKŁ Górnik Sanok     | 2:16,65  | Joanna Łęcka WTŁ Stegny Warszawa        | 2:21,31  | Małgorzata Mika SNPTT Zakopane  | 2:21,56  |
| 3000 m       | Monika Cłapa Pilica Tomaszów Mazowiecki | 4:51,03  | Małgorzata Mika SNPTT Zakopane          | 4:52,70  | Alicja Trzebunia SNPTT Zakopane | 5:00,93  |
| 5000 m       | Monika Cłapa Pilica Tomaszów Mazowiecki | 8:21,41  | Katarzyna Wójcicka SKŁ Górnik Sanok     | 8:24,38  | Małgorzata Mika SNPTT Zakopane  | 8:27,57  |

## Mężczyźni
| Konkurencja: | 1. miejsce                                    | Rezultat | 2. miejsce                                    | Rezultat | 3. miejsce                               | Rezultat |
| 500 m'       | Paweł Abratkiewicz Pilica Tomaszów Mazowiecki | 75,27    | Paweł Zygmunt Węgierska Korona Krynica        | 77,91    | Marcin Gralla Orzeł Elbląg               | 78,12    |
| 1000 m       | Paweł Abratkiewicz Pilica Tomaszów Mazowiecki | 1:17,06  | Michał Trzebunia SNPTT Zakopane               | 1:20,31  | Marcin Gralla Orzeł Elbląg               | 1:20,64  |
| 1500 m       | Paweł Zygmunt Węgierska Korona Krynica        | 1:56,74  | Paweł Abratkiewicz Pilica Tomaszów Mazowiecki | 1:58,38  | Jaromir Radke Pilica Tomaszów Mazowiecki | 2:00,33  |
| 5000 m       | Paweł Zygmunt Węgierska Korona Krynica        | 7:04,80  | Jaromir Radke Pilica Tomaszów Mazowiecki      | 7:04,92  | Witold Mazur Zryw Sanok                  | 7:15,35  |
| 10 000 m     | Jaromir Radke Pilica Tomaszów                 | 14:57,23 | Paweł Zygmunt Węgierska Korona Krynica        | 14:57,23 | Witold Mazur Zryw Sanok                  | 15:05,64 |